# أبولو كويبولوي
أبولو كاريون كويبولوي (‎tl‏ ؛ من مواليد 25 أبريل 1950) هو قس فلبيني وزعيم طائفة مملكة يسوع المسيح، وهي كنيسة استعادية مقرها الفلبين. تأسست في عام 1985، وأعلن أبولو نفسه "الابن المعين لله" و"مالك الكون". كان مقربًا من الرئيس الفلبيني السادس عشر، رودريجو دوتيرتي.
يُدرج كويبولوي حاليًا في قائمة المطلوبين لدى مكتب التحقيقات الفيدرالي، بعد أن وجهت له المنطقة المركزية في كاليفورنيا الاتهامات وشركائه بارتكاب جرائم مختلفة، بما في ذلك الجنس،  والاتجار بالبشر، والاحتيال في الزواج، والإكراه، وغسيل الأموال، وتهريب النقود، وتهم أخرى. وبعد رفضه التعاون مع تحقيقات الحكومة الفلبينية في انتهاكات حقوق الإنسان المزعومة، أصدر مجلس الشيوخ الفلبيني مذكرة اعتقال في 19 مارس 2024، وعرضت وزارة الداخلية والحكومة المحلية مكافأة قدرها ₱10٬000٬000 (US$170٬770) مقابل معلومات تؤدي إلى اعتقال كويبولوي في 8 يوليو 2024. قُبض على كويبولوي في 8 سبتمبر 2024.